# Augie Sanchez
Augustine „Augie“ Anthony Sanchez (* 17. November 1977 in Las Vegas) ist ein US-amerikanischer Boxtrainer und ehemaliger Boxer. Bekanntheit erlangte er als Bezwinger von Floyd Mayweather Jr. bei den Amateuren 1996 sowie aufgrund seines WBO-Weltmeisterschaftskampfes gegen Naseem Hamed.

## Amateurkarriere
Augie Sanchez begann in seinen frühen Kinderjahren mit dem Boxen und bestritt als Amateur 186 Kämpfe. 1996 gewann er die US-amerikanischen Meisterschaften im Federgewicht und qualifizierte sich damit für die nationale Olympiaqualifikation. Dort musste er im Modus Best-of-Three gegen den Gewinner der National Golden Gloves 1996 im Federgewicht, Floyd Mayweather Jr., antreten. Sanchez gewann den ersten Kampf im April 1996 in Oakland mit 12:11, verlor aber die nächsten beiden Begegnungen in Augusta mit 8:22 und 11:23. Mayweather konnte anschließend bei den Olympischen Spielen 1996 antreten, wo er, nach Halbfinalniederlage gegen Serafim Todorow, eine Bronzemedaille gewann.

## Profikarriere
Nach dem Ausscheiden bei den Olympic Trials wechselte Sanchez ins Profilager und erzielte zahlreiche K.-o.-Erfolge, darunter 1999 gegen Jorge Paez und Daniel Jiménez. Dies eröffnete ihm am 19. August 2000 eine Weltmeisterschaftschance im Federgewicht gegen den ungeschlagenen WBO-Titelträger Naseem Hamed, welcher seine 15. Titelverteidigung bestritt. Sanchez landete starke Treffer, welche zu einer blutenden Nasenverletzung bei Hamed führten und erzielte durch zwei Kopftreffer einen Niederschlag in der zweiten Runde, welcher jedoch von Ringrichter Mike Ortega nicht als solcher anerkannt wurde. In der vierten Runde verlor Sanchez jedoch durch Knockout.
In seinen nächsten beiden Kämpfen besiegte er Luisito Espinosa und erneut Daniel Jiménez jeweils vorzeitig. Im Dezember 2001 verlor er gegen John Michael Johnson durch Knockout in der ersten Runde und beendete daraufhin im Alter von 25 Jahren seine Karriere.

## Trainertätigkeit
Nach seiner aktiven Karriere wurde Augie Sanchez Boxtrainer im Barry’s Boxing Center von Las Vegas, dem Boxclub seines Schwiegervaters Pat Barry. Dort trainierten bereits Weltmeister wie Clarence Adams und Jessie Magdaleno. Mit seiner Frau Dawn hat er drei gemeinsame Kinder.
Bei den Olympischen Spielen 2016 in Rio de Janeiro war Sanchez Assistenztrainer der US-amerikanischen Boxmannschaft, welche drei Medaillen gewinnen konnte.